# Данијел Боримиров
Данијел Боримиров Борисов (буг. Даниел Боримиров Борисов; Видин, 15. јануар 1970) бивши је бугарски фудбалер.

## Каријера

### Клуб
Започео је фудбалску каријеру 1987. године у локалном клубу ОФК Бдин из Видина. Године 1990. потписао је уговор са Левским из Софије. Првобитно је носио дрес са бројем 7, али је касније променио у број 8. У сезонама 1993/94. и 1994/95. Боримиров је постигао 32 гола у првенству. У лето 1995. године прелази у немачки Минхен 1860. У Минхену је провео осам сезона и одиграо преко 200 утакмица у Бундеслиги. У пролеће 2004. вратио се у Левски. У другој сезони Боримиров је играо чешће на позицији везног играча, заједно са саиграчем Ричардом Еромоигбеом. Године 2005. освојио је награду за најбољег фудбалера Бугарске. Помогао је тиму да стигне до четвртфинала Купа УЕФА и да уђе у групну фазу Лиге шампиона. Завршава каријеру након сезоне 2007/08, последњу утакмицу је одиграо против Славије.
Боримиров је након играчке каријере био спортски директор у Левском, а на тој позицији је био до 2009. године.

### Репрезентација
Боримиров је играо 66 утакмица и постигао 5 голова за Бугарску. У репрезентацији је наступао између 1993. и 2005. године. На Светском првенству 1994. Боримиров је дао гол против Грчке у групној фази, а Бугарска је изборила полуфинале на том турниру. Осим на Светском првенству 1994. године, играо је за своју земљу и на два Европска првенства 1996. и 2004, као и на Светском првенству 1998. године у Француској.
Голови за репрезентацију
- Голови Данијела Боримирова за фудбалску репрезентацију Бугарске.[5]

| #  | Датум             | Место   | Противник  | Резултат | Такмичење                                 |
| -- | ----------------- | ------- | ---------- | -------- | ----------------------------------------- |
| 1. | 20. фебруар 1993. | Дубаи   | УАЕ        | 3:1      | пријатељска                               |
| 2. | 26. јун 1994.     | Чикаго  | Грчка      | 4:0      | Светско првенство 1994.                   |
| 3. | 8. новембар 1996. | Бангкок | Тајланд    | 4:0      | пријатељска                               |
| 4. | 2. април 1997.    | Софија  | Кипар      | 4:1      | Квалификације за Светско првенство 1998.  |
| 5. | 10. октобар 1999. | Софија  | Луксембург | 3:0      | Квалификације за Европско првенство 2000. |

## Трофеји

### Клуб
Левски Софија
- Прва лига Бугарске: 1992/93, 1993/94, 1994/95, 2005/06, 2006/07.
- Куп Бугарске: 1990/91, 1991/92, 1993/94, 2004/05, 2006/07.
- Суперкуп Бугарске: 2005, 2007.

### Репрезентација
- Бугарска
  - Светско првенство: четврто место 1994.

### Индивидуални
- Најбољи фудбалер Бугарске: 2005.

## Приватни живот
Боримиров је у једном интервјуу рекао да су његови баба и деда са мајчине стране пореклом Румуни. Ожењен је Афродитом са којом има двоје деце.